# Synovec
Slovo synovec označuje příbuzného mužského pohlaví, sestřina nebo bratrova syna. Pro tyto též slýcháno: sestřenec, bratovec.
Obrácený vztah je strýc (je-li to muž) a teta (je-li to žena).
Ženskou obdobou synovce je neteř.

## Prasynovec
Slovem prasynovec označujeme sestřina nebo bratrova vnuka.